# Wzrost i rozwój roślin
Wzrost i rozwój roślin – proces wzrostu i rozwoju zachodzące jednocześnie lub oddzielnie w organizmie rośliny. Przez wzrost w fizjologii rozwoju rozumie się proces nieodwracalnego powiększania ciała rośliny. Wzrost zachodzi w określonych strefach rośliny w wyniku podziałów komórek i zwiększania ich objętości. Rozwój rozumiany szeroko obejmuje zarówno wzrost, jak i różnicowanie, tworzenie wzorca i morfogenezę. W sensie wąskim rozwój obejmuje różnicowanie, a morfogeneza jest efektem wzrostu i różnicowania.
Wzrost związany jest ze zwiększaniem objętości komórek, a niekiedy także podziałów komórek. Pomiarów wzrostu rośliny dokonuje się poprzez określenie jej świeżej masy, suchej masy lub rozmiarów poszczególnych organów. Część organów roślin rośnie przez całe życie. Jest to tak zwany wzrost nieograniczony. Ten typ wzrostu wykazują łodyga w pędzie wegetatywnym oraz korzenie. Pozostałe organy, liście, kwiaty, owoce po osiągnięciu określonych rozmiarów przestają rosnąć. Jest to tak zwany wzrost ograniczony.
Komórki początkowo są jednakowe, jednak w wyniku różnicowania dochodzi do zmian na poziomie ultrastruktury oraz komórkowym. Zróżnicowane komórki tworzą określone wzorce i kształty. Ostatecznie w wyniku współdziałania czynników środowiskowych oraz programu genetycznego dochodzi do powstania rośliny o określonym kształcie. Jest to proces morfogenezy.